# وارينتون (كارولاينا الشمالية)
وارينتون (بالإنجليزية: Warrenton)‏ هي مدينة أمريكية ومركز مقاطعة وارين في ولاية كارولاينا الشمالية في الولايات المتحدة الأمريكية.

## التركيبة السكانية
حدّد مكتب تعداد الولايات المتحدة بيانات التركيبة السكانية لوارينتون في تعداد الولايات المتحدة. في ما يلي، التركيبة السكانية حسب تعدادي 2000 و2010.

### تعداد عام 2000
بلغ عدد سكان وارينتون 811 نسمة بحسب تعداد عام 2000، وبلغ عدد الأسر 402 أسرة وعدد العائلات 221 عائلة مقيمة في البلدة. في حين سجلت الكثافة السكانية 290.7 نسمة لكل كيلومتر مربع (752.9/ميل2). وبلغ عدد الوحدات السكنية 472 وحدة بمتوسط كثافة قدره 169.2 لكل كيلومتر مربع (438.2/ميل2).
وتوزع التركيب العرقي للبلدة بنسبة 60.42% من البيض و36.25% من الأمريكيين الأفارقة و1.23% من الأمريكيين الأصليين و0.12% من الأمريكيين ذوي الأصول الآسيوية و0.62% من الأعراق الأخرى و1.36% من عرقين مختلطين أو أكثر و0.86% من الهسبانيون أو اللاتينيون من أي عرق.
بلغ عدد الأسر 402 أسرة كانت نسبة 20.1% منها لديها أطفال تحت سن الثامنة عشر تعيش معهم، وبلغت نسبة الأزواج القاطنين مع بعضهم البعض 40% من أصل المجموع الكلي للأسر، ونسبة 12.4% من الأسر كان لديها معيلات من الإناث دون وجود شريك،  بينما كانت نسبة 2.5% من الأسر لديها معيلون من الذكور دون وجود شريكة وكانت نسبة 45% من غير العائلات. تألفت نسبة 42.3% من أصل جميع الأسر من عدة أفراد يعيشون في نفس المنزل ونسبة 26.1% كانت تتألف من شخص يعيش بمفرده يبلغ من العمر 65 عاماً أو أكثر. وبلغ متوسط حجم الأسرة المعيشية 2.02، أما متوسط حجم العائلات فبلغ 2.76.
بلغ العمر الوسطي للسكان 49.2 عاماً. وكانت نسبة 17.8% من القاطنين تحت سن الثامنة عشر، وكانت نسبة 3.8% بين الثامنة عشر والرابعة والعشرين عاماً، ونسبة 22.2% كانت واقعةً في الفئة العمرية ما بين الخامسة والعشرين والرابعة والأربعين عاماً، ونسبة 25.8% كانت ما بين الخامسة والأربعين والرابعة والستين، ونسبة 30.5% كانت ضمن فئة الخامسة والستين عاماً فما فوق. يوجد لكل 100 أنثى 72.9 ذكر، ويوجد لكل 100 أنثى في الثامنة عشر من عمرها فما فوق 73.7 ذكر.
بلغ متوسط دخل الأسرة في البلدة 31,618 دولارًا، أما متوسط دخل العائلة فبلغ 40,179 دولارًا. وكان متوسط دخل الذكور 27,857 دولارًا مقابل 24,861 دولارًا للإناث. وسجل دخل الفرد الخاص بالبلدة 20,654 دولارًا. وكانت نسبة 10.2% من العائلات ونسبة 14.5% من السكان تحت خط الفقر، وكان من هؤلاء نسبة 25.5% تحت سن الثامنة عشر ونسبة 11.5% في الخامسة والستين من العمر وما فوق.

### تعداد عام 2010
بلغ عدد سكان وارينتون 862 نسمة بحسب تعداد عام 2010، وبلغ عدد الأسر 438 أسرة وعدد العائلات 226 عائلة مقيمة في البلدة. في حين سجلت الكثافة السكانية 309 نسمة لكل كيلومتر مربع (800.3/ميل2). وبلغ عدد الوحدات السكنية 528 وحدة بمتوسط كثافة قدره 189.2 لكل كيلومتر مربع (490.0/ميل2).
وتوزع التركيب العرقي للبلدة بنسبة 54.64% من البيض و40.84% من الأمريكيين الأفارقة و0.81% من الأمريكيين الأصليين و0.23% من الأمريكيين ذوي الأصول الآسيوية و2.09% من الأعراق الأخرى و1.39% من عرقين مختلطين أو أكثر و3.36% من الهسبانيون أو اللاتينيون من أي عرق.
بلغ عدد الأسر 438 أسرة كانت نسبة 14.2% منها لديها أطفال تحت سن الثامنة عشر تعيش معهم، وبلغت نسبة الأزواج القاطنين مع بعضهم البعض 37.7% من أصل المجموع الكلي للأسر، ونسبة 9.8% من الأسر كان لديها معيلات من الإناث دون وجود شريك،  بينما كانت نسبة 4.1% من الأسر لديها معيلون من الذكور دون وجود شريكة وكانت نسبة 48.4% من غير العائلات. تألفت نسبة 45.7% من أصل جميع الأسر من عدة أفراد يعيشون في نفس المنزل ونسبة 22.8% كانت تتألف من شخص يعيش بمفرده يبلغ من العمر 65 عاماً أو أكثر. وبلغ متوسط حجم الأسرة المعيشية 1.95، أما متوسط حجم العائلات فبلغ 2.69.
بلغ العمر الوسطي للسكان 54.2 عاماً. وكانت نسبة 13% من القاطنين تحت سن الثامنة عشر، وكانت نسبة 7.2% بين الثامنة عشر والرابعة والعشرين عاماً، ونسبة 15.7% كانت واقعةً في الفئة العمرية ما بين الخامسة والعشرين والرابعة والأربعين عاماً، ونسبة 33.5% كانت ما بين الخامسة والأربعين والرابعة والستين، ونسبة 30.6% كانت ضمن فئة الخامسة والستين عاماً فما فوق. وتوزع التركيب الجنسي للسكان بنسبة 47.6% ذكور و52.4% إناث.

## أعلام
- ويليام ويتني كريسماس
- جورج فريمان براغ
- ريك هندريك
- تشاك رولاند
- ناثانيل ماكون